# Abudwak
Abudwak ( somali : Caabudwaaq ) est une ville située au centre de la Somalie. Elle est le siège administratif du district d'Abudwak situé dans la province nord de Galgaduud. Connue pour son emplacement isolé près de la frontière éthiopienne, l'histoire de la ville est fortement marquée par le pastoralisme.
La ville est aujourd'hui fortement marquée par deux types de conflits. Le premier type est les conflits entre groupes étatiques pseudo-étatiques, c'est-à-dire visant à conquérir et à administrer des territoires. Parmi les groupes qui se disputent Abudwak, on retrouve la Somalie, Galmudug et Ahlu Sunna wal Jamaa. Les conflits interclaniques sont le deuxième type de conflit à affecter fortement la ville.

## Démographie

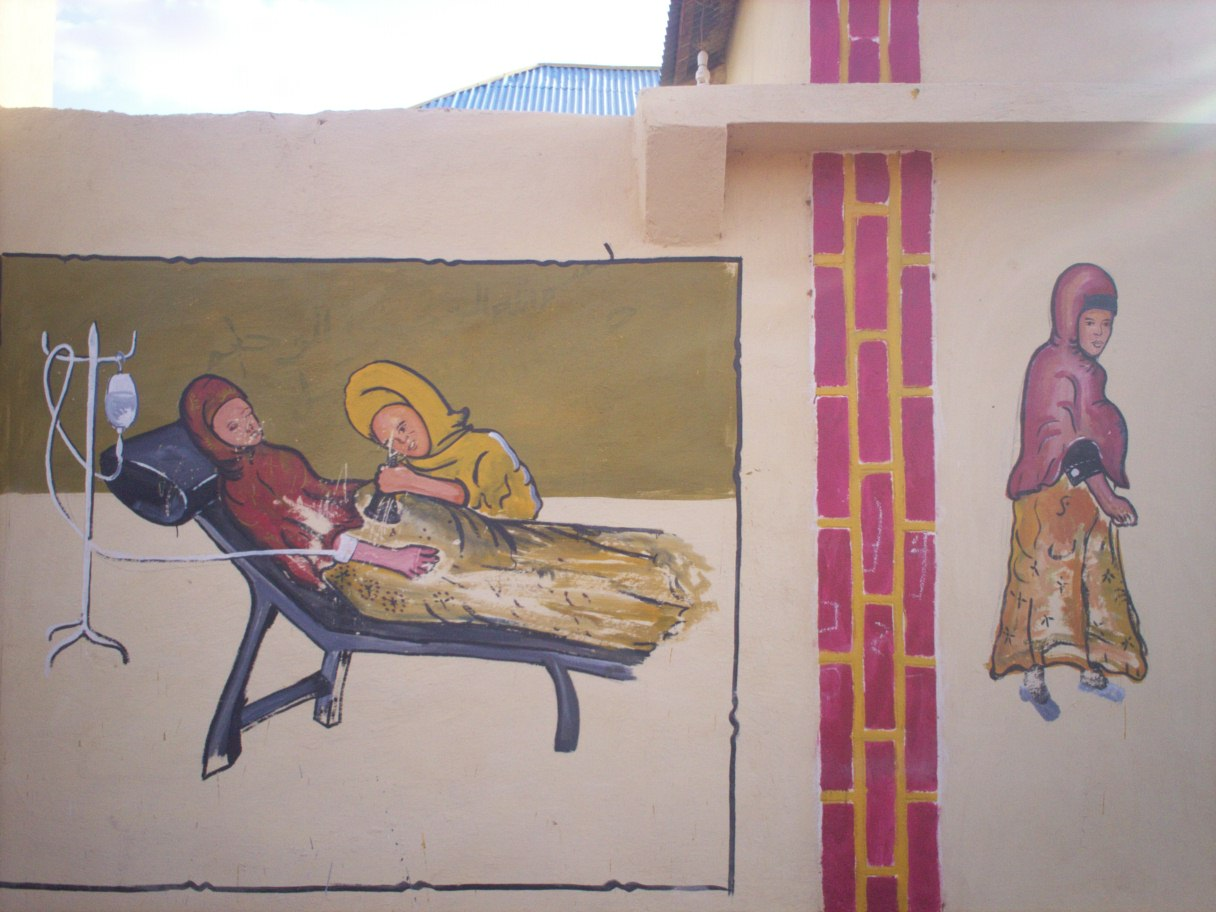
Fresque picturale sur le mur de la maternité d'Abudwak

Selon la liste des membres de l'assemblée de Galmudug publiée en juin 2015, Abudwak a une population essentiellement issue du clan Marehan. Cependant, selon un rapport de la Commission de l'immigration et du statut de réfugié du Canada de 1996, Abudwak serait habitée également par des membres du clan sasharaf en plus des habitants issus du clans Marehan.

## Aéroport d'Abudwak
Le transport aérien à Abudwak est assuré par l'aéroport d'Abudwak. Une rénovation majeure de l'établissement est lancée en 2011, financée par des expatriés somaliens de la province. Le premier vol régulier du nouvel aéroport a décollé le 11 octobre 2012.
En septembre 2017, un journal rapporte qu'un avion tentant d'atterrir à l'aéroport d'Abudwak aurait été abattu, ce que le gouverneur du district d'Abudwak a nié.
En décembre 2020, une délégation conduite par le Premier ministre de la République fédérale de Somalie, Mohamed Hussein Roble, se rend dans le district d'Abudwak, afin d'annoncer que le gouvernement fédéral paierait 200 000 $ (dollar américain) pour la construction du deuxième bâtiment de l'aéroport. La première phase de la construction de l'aéroport d'Abudwak est achevée par la seule population locale.
En juin 2021, l’aéroport d’Abdwak rouvre ses portes après une fermeture de deux jours causée par le fait que des miliciens armés ont interdit aux avions d’atterrir.
En décembre 2022, un avion cargo Blue Bird DH8D s'écrase dans le district d'Abudwak. Il y avait 6 membres d'équipage et l'avion transportait du khat. La cause avancée au crash est une défaillance des engrenages.

## Maire
| Nom                  | Nom somalien                          | Mandat        | Mandat            | Mandat                |
| Nom                  | Nom somalien                          | Prendre place | Quitter le bureau | Temps passé au bureau |
| -------------------- | ------------------------------------- | ------------- | ----------------- | --------------------- |
| Abdirizak Hassan Awl | Crisaaq Xasan Cawl                    |               |                   |                       |
| Hassan Abdi Alas     | Xasan Cabdi Calas                     |               |                   |                       |
| Ahmed Jama Dhirif    | Axemed Jaamac Dhirif                  | Mars 2013     |                   |                       |
| Abdirizak Hassan Awl | Crisaaq Xasan Cawl (ou Cowll) Taakilo | Avril 2014    | Novembre 2015     | 1 an 7 mois           |
| Mahad Umar Ilmi      | Mahad Cumar Cilmi                     | Novembre 2015 | Février 2023      | 7 ans 3 mois          |
| Muhidin Adan Wali    | Muxyidiin Aadan Wali                  | Février 2023  | Titulaire         | 2 ans, 57 jours       |

## Histoire
L'histoire récent d'Abduwak est essentiellement lié aux rivalités en cours en Somalie entre groupes armés pour la domination territoriale. C'est ainsi qu'en 1998, au moment de la création du Pount, le clan Marehan d’Abudwak envisage alors de le rejoindre. Pour autant, en février 2009, une manifestation a lieu à Abudwak en soutien au gouvernement fédéral de transition de Somalie.

### Administration d’Ahlu Sunna
En décembre 2009, Salaad Xareed Faarax, l'un des responsables du gouvernement somalien dans la région de Hiran, annonce à Abudwak son adhésion à Ahlu Sunna Waljama'a.
En juillet 2010, l'administration Ahlu Sunna cesse de diffuser deux stations de radio basées dans le district d'Abudwak, affirmant que ces stations radios sappent le régime. Ils ordonnent également aux chaînes de cesser de faire référence à la milice rivale al-Shabaab qui contrôle certaines parties du sud de la Somalie sous le nom de Harakatu Shabaab al-Mujahidiyin ( en arabe حركة الشباب المجاهدين, littéralement « le mouvement des jeunes mujahidins »). Néanmoins, l'une des stations reprends ses émissions peu de temps après. En mars 2011, l'administration Ahlu Sunna fait fermer sept écoles coraniques dans le district d'Abudwak, les considérant alors comme étant un terrain fertile pour les terroristes et les kamikazes. En mars 2012, la déforestation pour la production de charbon de bois augmente dans le district d'Abudwak, entraînant un conflit avec les nomades. En réponse à ces tensions, l'administration Ahlu Sunna met en place une répression de la production de charbon de bois.
En mai 2012, Abudwak, contrôlée par l'administration Ahlu Sunna, est perturbée par le pillage des milices locales opérant dans la ville. Une délégation de l'ONU se rend alors à Abudwak et rencontre l'administration Ahlu Sunna. En mars 2013, à Abudwak, l'administration Ahlu Sunna et le gouvernement somalien trouvent un accord selon lequel l'administration locale sera mise en œuvre dans la région centrale conformément à la Constitution et aux politiques de la République fédérale de Somalie. En juin 2013, l'administration Ahlu Sunna signe un accord avec le gouvernement somalien à Abudwak. En août 2013, le nouveau gouverneur de la région de Galgadud, Hussein Ali Wehliye Irfo, et Abdirisak Kalif Ilmi, prennent leurs fonctions dans le district d'Arbudwak.
Malgré tout, en décembre 2013, un homme d’affaires est abattu par un groupe armé alors qu’il tentait de stocker des marchandises de Bosaso à Abudwak. Certaines rumeurs mettent en cause un conflit de clans, en témoigne l'arrivée d'une armée du clan Eli dans la ville Abudwak. En juillet 2014, les combats interclaniques s'étendent au district d'Abudwak à différents quartiers de la ville, et des coups de feu sont échangés entre les milices des clans Wargardhac et Eli. L'administrateur du district d'Abudwak déclare alors son impuissance face au conflit interclanique qui déchire la ville. Une solution est finalement trouvée en août 2014, permettant de ramener la paix dans la ville.

### Conflit entre Ahlu Sunna et Galmudug
Fin 2014, des combats éclatent entre le gouvernement somalien et Ahlu Sunna. Par la suite, Ahlu Sunna se confrontera et se réconciliera à plusieurs reprises avec le gouvernement somalien. En avril 2015, une délégation de la République fédérale de Somalie dirigée par le Ministre de la Défense de la Somalie se rend à Abudwak. En juillet 2015, les forces Ahlu Sunna occupent de façon préventive la ville d'Abudwak dans le cadre de leur lutte contre l'administration Galmudug.

### Administration de Galmudug
En septembre 2015, Ahlu Sunna se retire d'Abudwak, faisant passer la ville sous le contrôle d'une milice affiliée au ministère du Commerce de Galmudug, et la milice d'Ahlu Sunna est repoussée à l'extérieur d'Abudwak. En octobre 2015, 150 soldats de la 21e division de l'armée somalienne sont envoyés à Abudwak pour soutenir l'administration locale.
En novembre 2016, un nouveau conflit interclanique éclate à Abudwak. Selon une autre source, les combats seraien en fait issus d'une lutte entre l'administration du Galmudug et Ahlu Sunna. En janvier 2017, des combats meurtriers interclaniques reprennent dans la ville d’Abdwak. En mars 2017, un combat éclate dans un centre de distribution alimentaire dans la banlieue ouest du district d'Abudwak, tuant au moins deux personnes et en blessant 10 autres. La police du district est impuissante face à ces problèmes en raison de son incapacité à fonctionner correctement du fait d'un manque de moyens de fonctionnement.
En juillet 2017, de violentes manifestations ont lieu à Abudwak. Ces manifestations ont pour racine le refus de certains commerçants d’accepter le shilling somaliens en raison de la présence de faux. En octobre 2020, la milice du clan Eli annonce qu’elle accepte de coopérer avec le gouvernement de Galmudug.
En septembre 2021, Ali Dahir Eid, vice-président de Galmudug, nomme un nouveau gouvernement dans le district d'Arbudwak, Abdirizak Hassan Awl.

## Santé

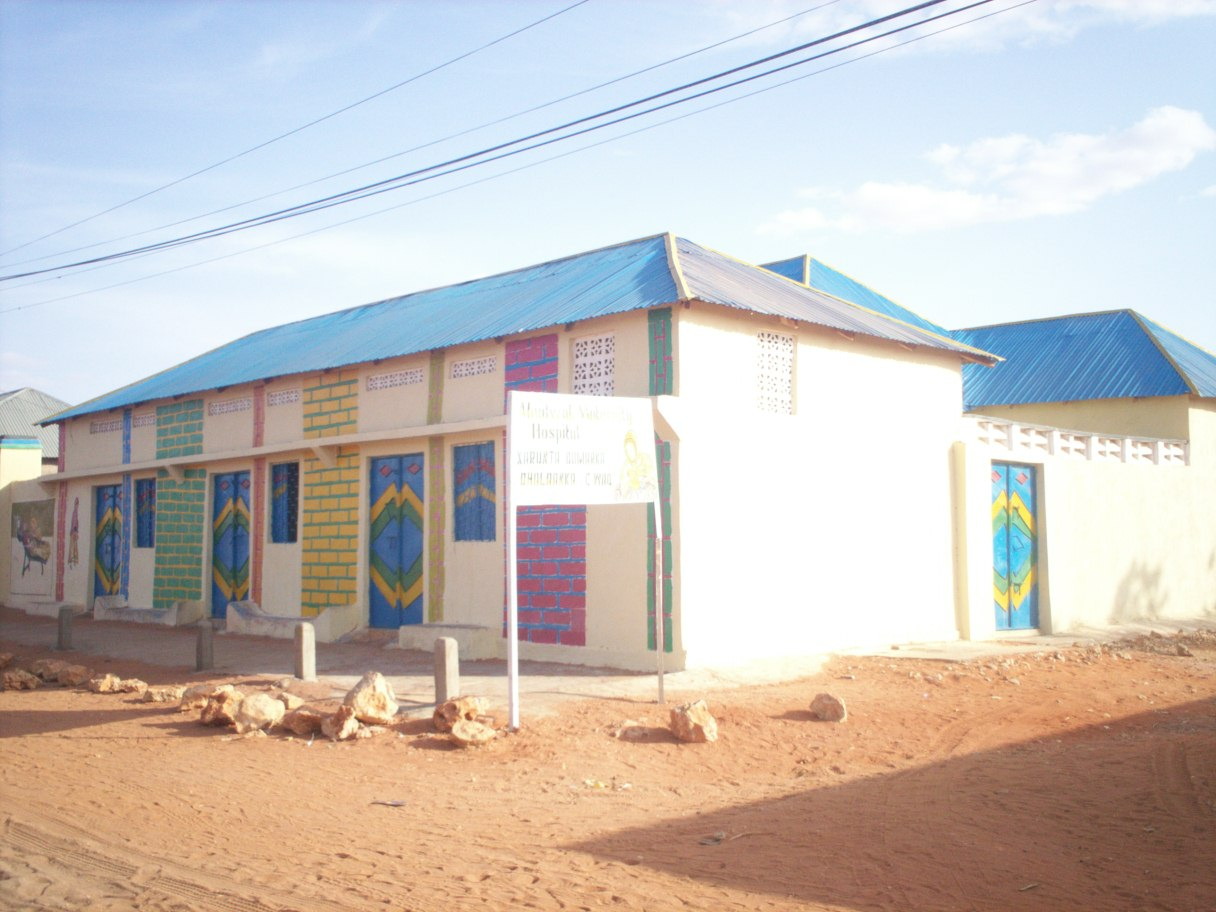
L'hôpital d'Abduwak.

En septembre 2007, un responsable du programme de lutte contre la poliomyélite de l'OMS est tué lors d'une attaque perpétrée par des assaillants non identifiés alors qu'il menait observait une campagne de lutte contre la poliomyélite dans la partie orientale d'Abudwak.
Selon un rapport ReliefWeb d'août 2008, la ville d'Abudwak connaît, dans ces années-là une grave crise humanitaire, du fait du manque de précipitations pendant la saison des pluies, provoquant ainsi des pénuries d'eau dans tout le district d'Abudwak.
En mars 2017, plus de 15 personnes résidentes d'Abudwak souffrent de diarrhée hydrique, et certaines ont été admises dans les hôpitaux de la ville.